# Pardosa modica
Pardosa modica este o specie de păianjeni din genul Pardosa, familia Lycosidae. A fost descrisă pentru prima dată de Blackwall, 1846. Conform Catalogue of Life specia Pardosa modica nu are subspecii cunoscute.